# Саньков (хутор)
Саньков — хутор в Отрадненском районе Краснодарского края России.
Входит в состав Малотенгинского сельского поселения.

## География
Саньков расположен южнее райцентра ст.Отрадной, в 15 км.от неё, на левом берегу реки Уруп.
Ближайший крупный населённый пункт - ст.Удобная
Улицы
- пер. Центральный,
- ул. Ленина,
- ул. Степная
- ул. Урупская.

## Население
| 2002 | 2010 |
| ---- | ---- |
| 204  | ↘128 |